# Alison Pill
Alison Pill (Toronto, 1985. november 27. –) kanadai színésznő. 
Leginkább a Nem szentírás című sorozat egyik szereplőjeként ismert. Feltűnt a Milk (2008) és a Scott Pilgrim a világ ellen (2010) című filmekben, valamint az In Treatment – A terapeuta és a Híradósok sorozatok epizódjaiban is. 

## Élete és pályafutása
Torontóban született. Észt származású édesapja mérnök.
A Vaughan Road Academy tanulója volt. Tíz éves korában elhatározta, hogy színész lesz. A Torontói Gyermekkórus tagja volt, ahol megkérték, hogy legyen az egyik előadásuk narrátora. Karrierje 12 éves korában kezdődött.

## Magánélete
2011-től 2013-ig Jay Baruchel színésszel járt jegyben. Baruchel 2013. február 16-ai Twitter-posztjában utalt a szakításukra.
2015 januárjától Joshua Leonard színész párja lett. 2015. május 24-én összeházasodtak, egy lányuk született.

## Filmográfia

### Film

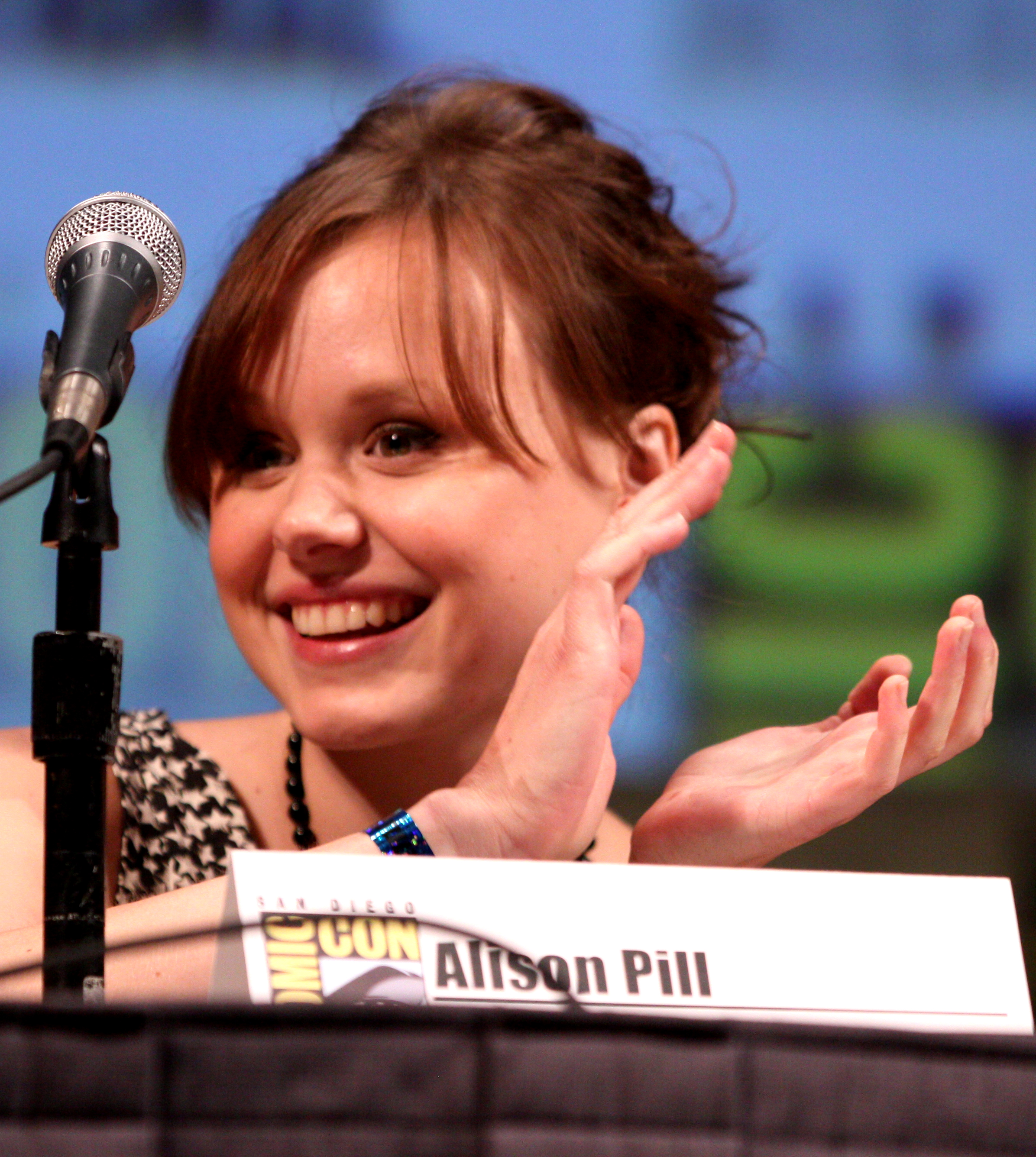
2010-ben

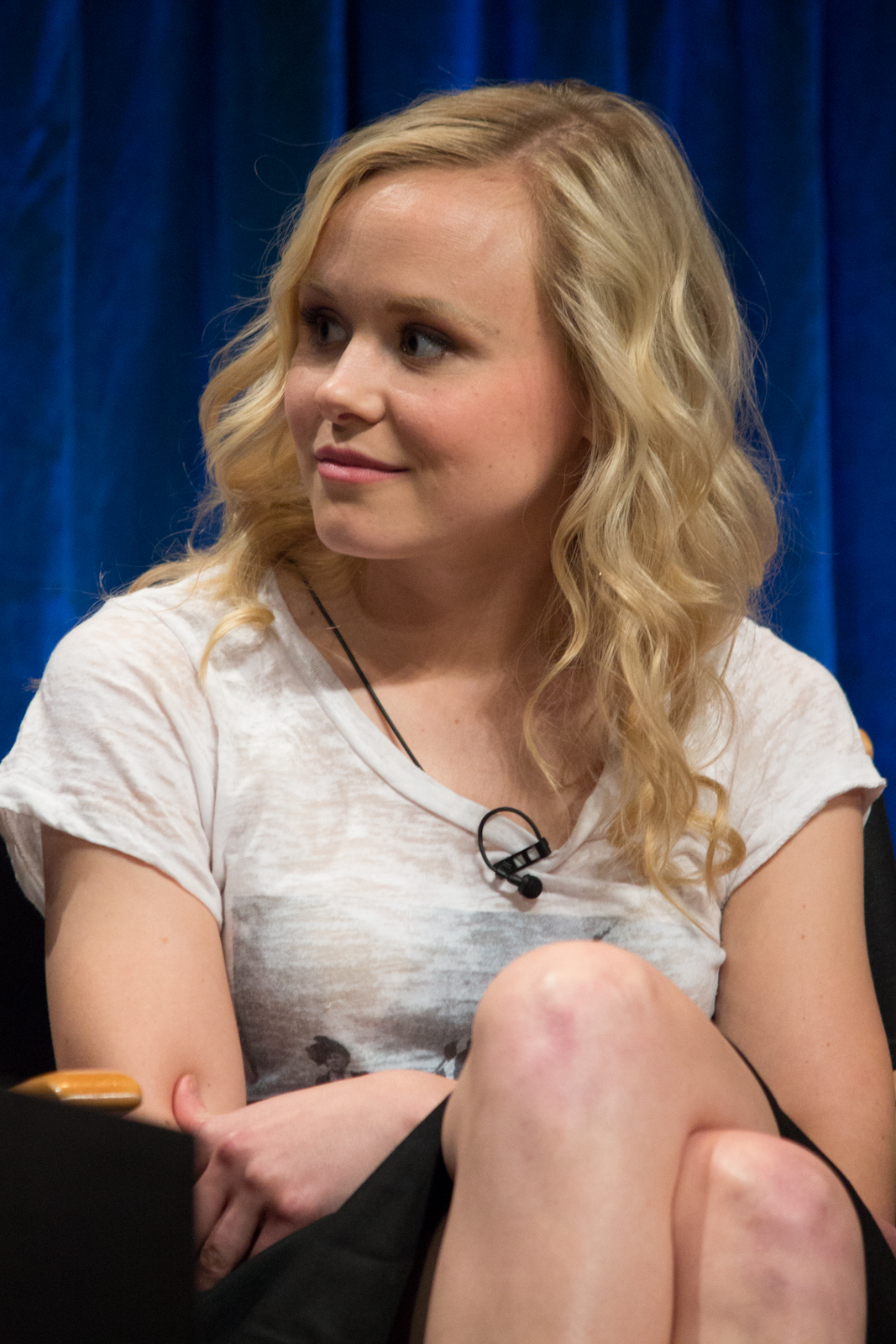
2013-ban

| Év   | Magyar cím                     | Eredeti cím                                           | Szerep                    | Magyar hang     |
| ---- | ------------------------------ | ----------------------------------------------------- | ------------------------- | --------------- |
| 1998 |                                | You're Invited to Mary-Kate & Ashley's Camp Out Party | barát #2                  |                 |
| 1999 |                                | The Life Before This                                  | Jessica                   |                 |
| 1999 | Jacob kettő és a Maszkos Karom | Jacob Two Two Meets the Hooded Fang                   | Shapiro / Marfa           |                 |
| 2000 | Családi tótágas                | Skipped Parts                                         | Chuckette Morris          |                 |
| 2002 |                                | Perfect Pie                                           | Marie (15 évesen)         |                 |
| 2003 | Hálaadás                       | Pieces of April                                       | Beth Burns                | Mánya Zsófia    |
| 2003 |                                | Fast Food High                                        | Emma Redding              |                 |
| 2004 | Egy hisztérika feljegyzései    | Confessions of a Teenage Drama Queen                  | Ella Gerard               |                 |
| 2004 | Kedves Wendy!                  | Dear Wendy                                            | Susan                     |                 |
| 2007 | Dan és a szerelem              | Dan in Real Life                                      | Jane Burns                | Csuha Borbála   |
| 2008 | Milk                           | Milk                                                  | Anne Kronenberg           | Molnár Ilona    |
| 2009 |                                | One Way to Valhalla                                   | Dale                      |                 |
| 2010 | Scott Pilgrim a világ ellen    | Scott Pilgrim vs. the World                           | Kimberly "Kim" Pine       | Csuha Borbála   |
| 2011 | Éjfélkor Párizsban             | Midnight in Paris                                     | Zelda Fitzgerald          | Molnár Ilona    |
| 2011 | Portrék drámai időben          | Portraits in Dramatic Time                            | önmaga                    |                 |
| 2011 | Hoki-koki                      | Goon                                                  | Eva                       | Mezei Kitty     |
| 2012 | Rómának szeretettel            | To Rome with Love                                     | Hayley                    |                 |
| 2013 | Snowpiercer – Túlélők viadala  | Snowpiercer                                           | Terhes tanárnő            |                 |
| 2014 | Tetves porontyok               | Cooties                                               | Lucy McCormick            | Molnár Ilona    |
| 2015 | Zoom                           | Zoom                                                  | Emma Boyles               | Bognár Anna     |
| 2016 | Ave, Cézár!                    | Hail, Caesar!                                         | Mrs. Mannix               | Szalay Marianna |
| 2016 | Miss Sloane                    | Miss Sloane                                           | Jane Molloy               | Hábermann Lívia |
| 2017 |                                | Goon: Last of the Enforcers                           | Eva Glatt                 |                 |
| 2018 | Ideális otthon                 | Ideal Home                                            | Melissa Enright           |                 |
| 2018 | Alelnök                        | Vice                                                  | Mary Cheney               | Földes Eszter   |
| 2021 |                                | The Same Storm                                        | Bridget Salt              |                 |
| 2022 |                                | All My Puny Sorrows                                   | Yolandi "Yoli" Von Riesen |                 |
| 2023 |                                | Eric Larue                                            | Lisa Graff                |                 |
| 2024 | A csapda                       | Trap                                                  | Rachel                    | Bartsch Kata    |

Dokumentum- és rövidfilmek
| Év   | Eredeti cím                     | Szerep                       | Megjegyzések   |
| ---- | ------------------------------- | ---------------------------- | -------------- |
| 2002 | A.W.O.L.                        | páciens                      | rövidfilm      |
| 2004 | The Crypt Club                  | Liesl                        | rövidfilm      |
| 2007 | Working in the Theatre          | önmaga                       | dokumentumfilm |
| 2009 | The Awakening of Abigail Harris | Abigail Harris               | rövidfilm      |
| 2010 | Goldstar, Ohio                  | Kendra Harper                | rövidfilm      |
| 2010 | EMGOD                           | Alison                       | rövidfilm      |
| 2010 | Scott Pilgrim vs. the Animation | Kimberly "Kim" Pine (hangja) | rövidfilm      |
| 2012 | Denise                          | Denise                       | rövidfilm      |
| 2012 | Santa Baby                      | Alice                        | rövidfilm      |
| 2016 | Woman in Deep                   | Birdie                       | rövidfilm      |
| 2016 | Cover Up                        | Emma                         | rövidfilm      |
| 2019 | The Most Magnificent Thing      | Anya (hangja)                | rövidfilm      |
| 2020 | We Are Animals                  | önmaga                       | dokumentumfilm |

### Televízió
- 2001: Judy Garland: Én és az árnyékaim